# Parlamentswahl auf den Komoren 2004
Die Parlamentswahlen 2004 wurden in den Komoren am 18. April 2004 durchgeführt, eine zweite Wahlrunde erfolgte am 25. April. Die Partei Camp of the Autonomous Islands gewann mit 12 der 18 gewählten Sitze die Mehrheit.

## Hintergrund
Nach den Wahlen 1996 hatte eine politische Krise zu Separatistenbewegungen in Anjouan und Mohéli geführt, die aus der Union austreten wollten. In einem Staatsstreich 1999 war Azali Assoumani an die Macht gekommen. Eine neue Verfassung wurde 2001 eingeführt, wodurch die Macht dezentralisiert wurde und auf den drei Inseln eine gewisse Autonomie eingeführt wurde. Azali gewann in der Folge die Präsidentschaftswahlen 2002, welche jedoch von der Opposition boykottiert wurden.

## Wahlsystem
Zur Zeit der Wahlen wurden nur 18 der 33 Mitglieder der Unionsversammlung direkt in Einzelwahlkreisen gewählt. Weitere 15 wurden aus den Parlamenten der drei Inseln Anjouan, Mohéli und Grande Comore entsandt, so dass jede Insel fünf Mitglieder wählte.
Die direkten Wahlen wurden in den 18 Wahlkreisen in einem Stichwahl-System ermittelt.

## Wahlkampf
2004 gab es nur eine nationale politische Partei, die Convention pour le renouveau des Comores angeführt von Assoumani, welcher eine stärker zentralisierte Regierung befürwortete. Vor der Wahl gab es noch eine lose Koalition, Camp des Îles Autonomes, welche sich aus Oppositionsgruppen bildete, welche von den Präsidenten der drei Inseln organisiert wurden. Alle fünfzehn der indirekt gewählten Sitze wurden von Camp des Îles Autonomes gestellt.

## Ergebnisse
|        |                                          |         |   |                |         |   |                |        |  |
| Partei | Partei                                   | Stimmen | % | Sitze 1. Runde | Stimmen | % | Sitze 2. Runde | Gesamt |  |
|        | Camp des Îles Autonomes                  |         |   | 8              |         |   | 4              | 12     |  |
|        | Convention pour le renouveau des Comores |         |   | 2              |         |   | 4              | 6      |  |
|        | Indirekt gewählte Abgeordnete            |         |   |                |         |   |                | 15     |  |
| Gesamt | Gesamt                                   |         |   |                |         |   |                | 33     |  |